# August Sieghardt

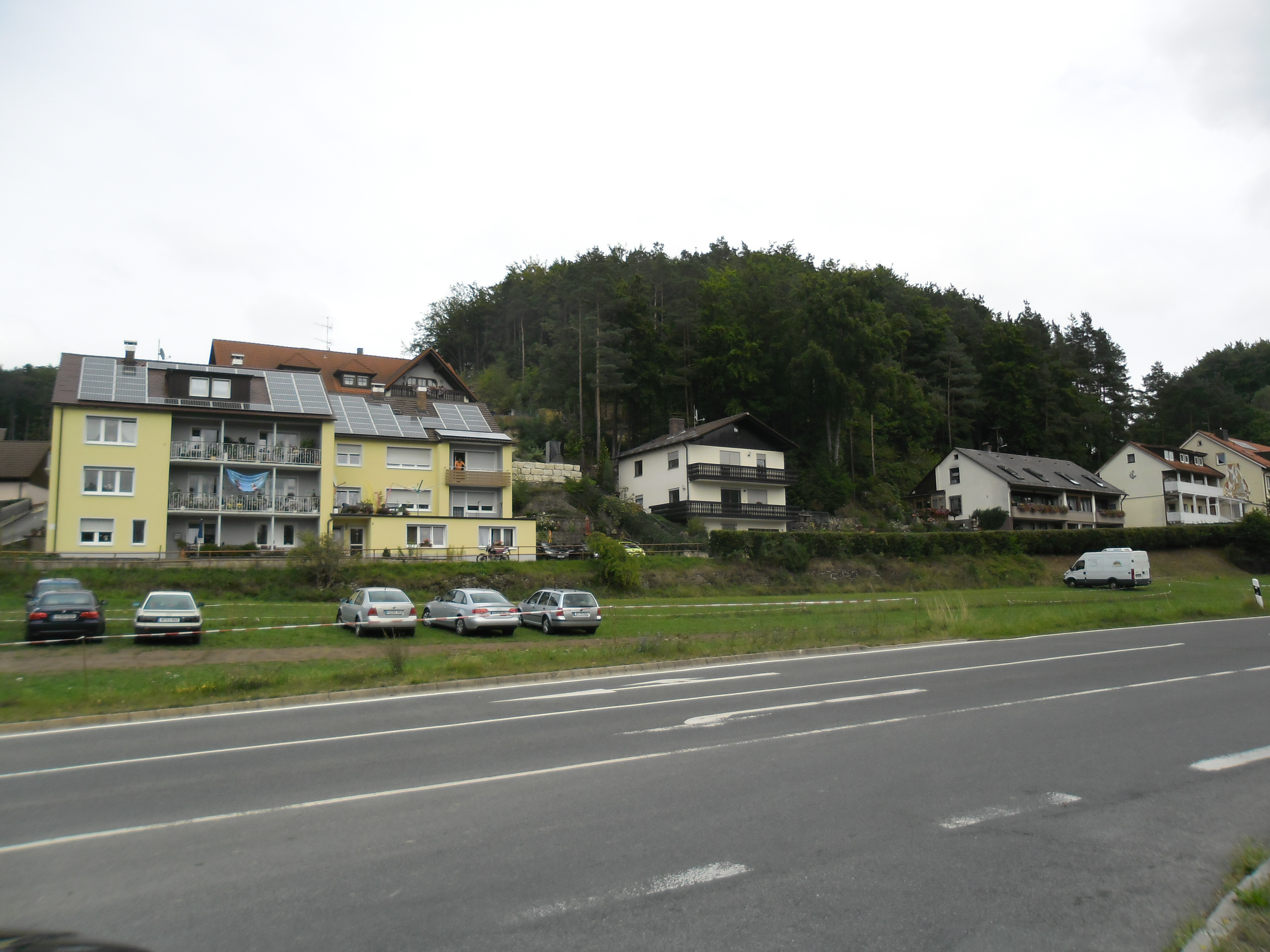
August-Sieghardt-Straße in Gößweinstein

August Sieghardt (* 13. März 1887 in Nürnberg; † 29. Oktober 1961 in Prien, Oberbayern) war ein deutscher Journalist und Schriftsteller.

## Leben und Wirken
Sieghardt war zunächst als Redakteur in Kufstein, später als freier Schriftsteller und Journalist in Nürnberg tätig. Er arbeitete bei der Bayerischen Staatszeitung, der Nürnberger Zeitung und der Fränkischen Berg- und Wandersportzeitung. Nach dem Zweiten Weltkrieg siedelte Sieghardt nach Grassau/Chiemgau über. Neben seinen Feuilletons veröffentlichte er vor allem kulturhistorische Heimat-, Wander- und Reisebücher, vielfach zur Fränkischen Schweiz.
Der Nachlass von Sieghardt wird im Gemeindearchiv Grassau verwaltet.
Sieghardt zu Ehren wurden Straßen in Nürnberg, Gößweinstein und Grassau nach ihm benannt.

## Werke (Auswahl)
- Der Wendelstein und seine Bergbahn – Ein Führer für die Fahrgäste. 1919, München
- Im Bannkreis der Wiesent. 1925, Carl Koch Verlag Nürnberg
- Der Michelsberg bei Hersbruck, ein Geschichts- und Landschaftsbild. 1925, Verlag Karl Pfeiffer, Hersbruck
- Nordbayerische Burgen und Schlösser. 1934, Buchverlag Erich Spandel, Nürnberg
- Burgen und Schlösser der bayerischen Ostmark. Gauverl. Bayerische Ostmark, Bayreuth, 1938 (Digitalisat).
- Nürnberg – Wesen und Schicksal einer Stadt. 1950, Sebaldus-Verlag, Nürnberg
- Fränkische Schweiz – Romantisches Land. 1952, 1. Auflage, Glock und Lutz, Nürnberg
- Nürnberg alt und neu – Handbuch und Stadtführer. 1954, Glock und Lutz, Nürnberg
- Fränkische Schweiz Reise- und Wanderführer. 3. Auflage, 1956, Glock und Lutz Verlag, Nürnberg
- Nürnberger Umland. Landschaft – Geschichte – Kultur – Kunst mit Hinweisen für Ferienaufenthalt und Wandern. 2. Auflage, 1961, Glock und Lutz Verlag, Nürnberg
- Teufelshöhle Pottenstein. Hrsg. von Julius Steeger & Co. GmbH, Bayreuth 1961
- Bayerischer Wald. Landschaft – Geschichte – Kultur – Kunst. 2. Auflage, 1962, Glock und Lutz Verlag, Nürnberg
- Fränkische Schweiz. Glock und Lutz, Nürnberg 1971, aus der Bibliothek Deutsche Landeskunde
- Teufelshöhle Pottenstein. 3. Auflage. 1992.